# Yaylacılı, Saraydüzü
Yaylacılı là một xã thuộc huyện Saraydüzü, tỉnh Sinop, Thổ Nhĩ Kỳ. Dân số thời điểm năm 2011 là 158 người.